# ميسون كوك
ميسون كوك (بالإنجليزية: Mason Cook)‏ ممثل أمريكي ولد في 25 يونيو 2000 بدأ مشواره الفني وهو بعمر 7 سنوات في عام 2007 .

## روابط خارجية
- ميسون كوك على موقع IMDb (الإنجليزية)
- ميسون كوك على موقع ألو سيني (الفرنسية)
- ميسون كوك على موقع أول موفي (الإنجليزية)
- ميسون كوك على موقع قاعدة بيانات الأفلام السويدية (السويدية)
- ميسون كوك على موقع قاعدة بيانات الفيلم (الإنجليزية)
- ميسون كوك على موقع كينوبويسك (الروسية)